# 2013 GO137
2013 GO137, também escrito como 2013 GO137, é um objeto transnetuniano que está localizado no Cinturão de Kuiper, uma região do Sistema Solar. Este corpo celeste é classificado como um provável cubewano. Ele possui uma magnitude absoluta de 7,3 e tem um diâmetro estimado de 153 km.

## Descoberta
2013 GO137 foi descoberto no dia 4 de abril de 2013 pelo Outer Solar System Origins Survey.

## Órbita
A órbita de 2013 GO137 tem uma excentricidade de 0,089 e possui um semieixo maior de 41,610 UA. O seu periélio leva o mesmo a uma distância de 37,922 UA em relação ao Sol e seu afélio a 45,298 UA.